# Barbara Lass
Barbara Lass-Kwiatkowska (Patrowo, 1º giugno 1940 – Baldham, 6 marzo 1995) è stata un'attrice polacca.

## Biografia
La vittoria, nel 1958, di un concorso di bellezza volto a scoprire nuove attrici le permise di partecipare alla commedia cinematografica Ewa chce spać nel ruolo della protagonista, Ewa.
Fu proprio mentre era impegnata nelle riprese di Ewa chce spać che conobbe il regista Roman Polański, che sposò il 19 settembre 1959. La coppia divorziò nel 1962.
Nel 1963 si risposò con Karlheinz Böhm, dal quale ebbe una figlia, Katharina. La coppia divorziò nel 1980.
Barbara Lass morì il 6 marzo 1995 a Baldham in Baviera per una emorragia cerebrale. È sepolta al cimitero Rakowicki di Cracovia. 

## Filmografia
- Zolnierz królowej Madagaskaru (1958)
- Ewa chce spać (1958)
- Due uomini e un armadio (Dwaj ludzie z szafa), regia di Roman Polanski - Cortometraggio (1958)
- Pan Anatol szuka miliona (1959)
- Obrazki z podrózy (1959)
- Gdy spadaja anioly (1959)
- Tysiac talarów (1960)
- La millième fenêtre (1960)
- Zezowate szczescie (1960)
- Ostroznie, Yeti! (1961)
- Che gioia vivere, regia di René Clément (1961)
- Lycanthropus, regia di Paolo Heusch (1961)
- L'amore a vent'anni (L'amour à vingt ans), registi vari (1962)
- Il vizio e la virtù (Le vice et la vertu), regia di Roger Vadim (1963)
- Rififi a Tokio (Du rififi à Tokyo) (1963)
- Sinfonia per 2 spie (Serenade für zwei Spione) (1965)
- Jowita (1967)
- Io so chi ha ucciso (Der Pfarrer von St. Pauli) (1970)
- Hauser's Memory (1970) Film TV
- Doppelspiel in Paris (1972) Film TV
- Jak to sie robi (1974)
- Effi Briest (Fontane - Effi Briest oder: Viele, die eine Ahnung haben von ihren Möglichkeiten und Bedürfnissen und dennoch das herrschende System in ihrem Kopf akzeptieren durch ihre Taten und es somit festigen und durchaus bestätigen), regia di Rainer Werner Fassbinder (1974)
- Stachel im Fleisch (1981)
- Blaubart (1984) Film TV
- Rosa L. (Die Geduld der Rosa Luxemburg) (1986)
- Das Schweigen des Dichters (1987)
- Eine Wahnsinnsehe (1990) Film TV
- Moskau - Petuschki (1991) Film TV